# Discestra vicarioi
Discestra vicarioi là một loài bướm đêm trong họ Noctuidae.